# 鄂尔多斯龟

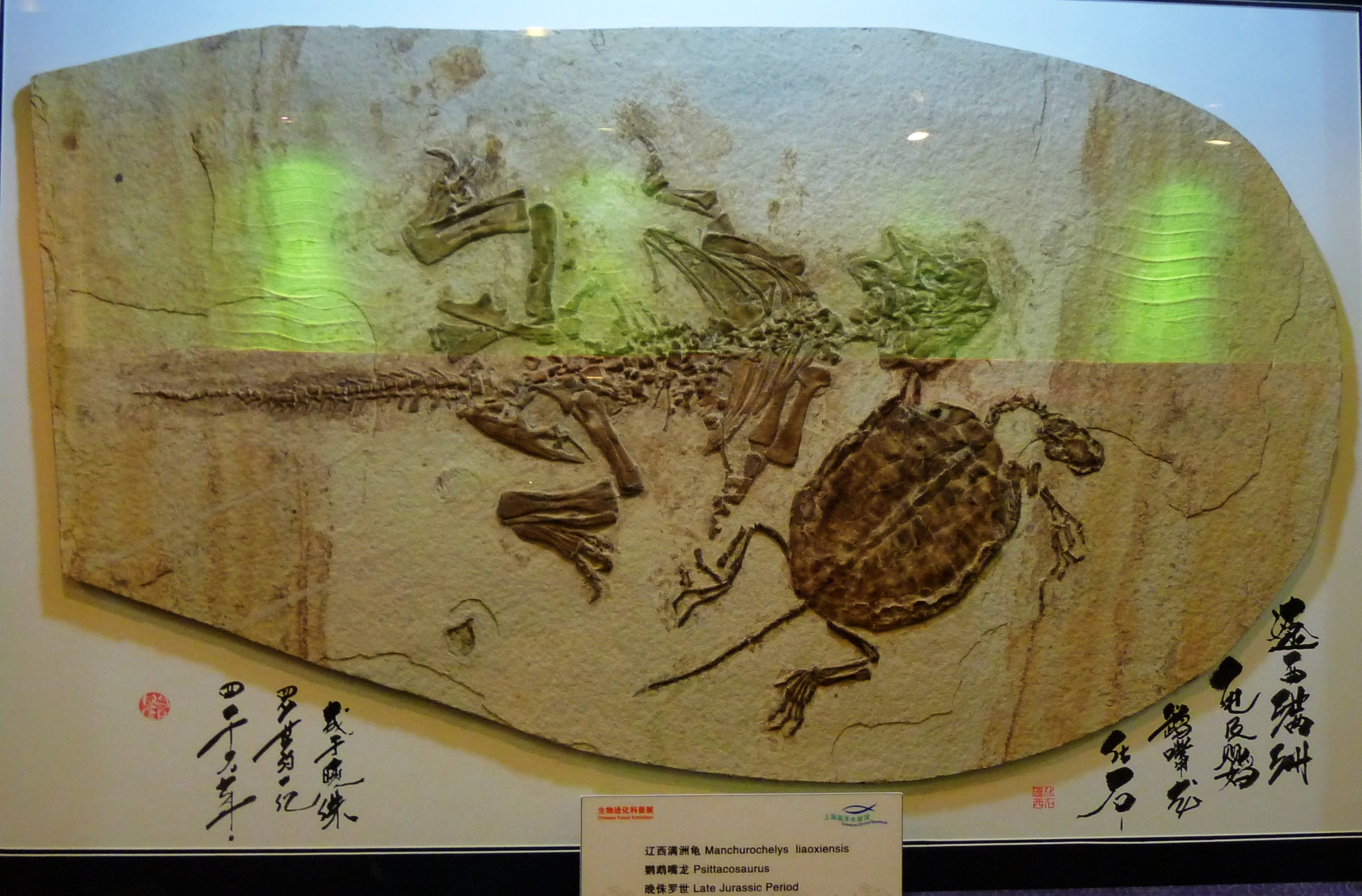
鄂尔多斯龟化石
上海海洋水族馆藏品

鄂尔多斯龟（学名：Ordosemys)，是一种已灭绝的海龟属，它们生存于晚白垩纪的中国东北地区。鄂尔多斯龟属下已知只有四个物种，包括辽西鄂尔多斯龟、和。

## 下级分类
本科包括以下属：
- Ordosemys brinkmania Danilov & Parham, 2007
- Ordosemys leios Brinkman & Peng, 1993
- 辽西鄂尔多斯龟 Ordosemys liaoxiensis ，发现于辽宁省北票市
- Ordosemys perforata